# Nuon Energy
Vattenfall Nederland  es una compañía de gas y electricidad que opera en Países Bajos, Bélgica, y Reino Unido.  Pertenece al grupo Vattenfall.

## Historia

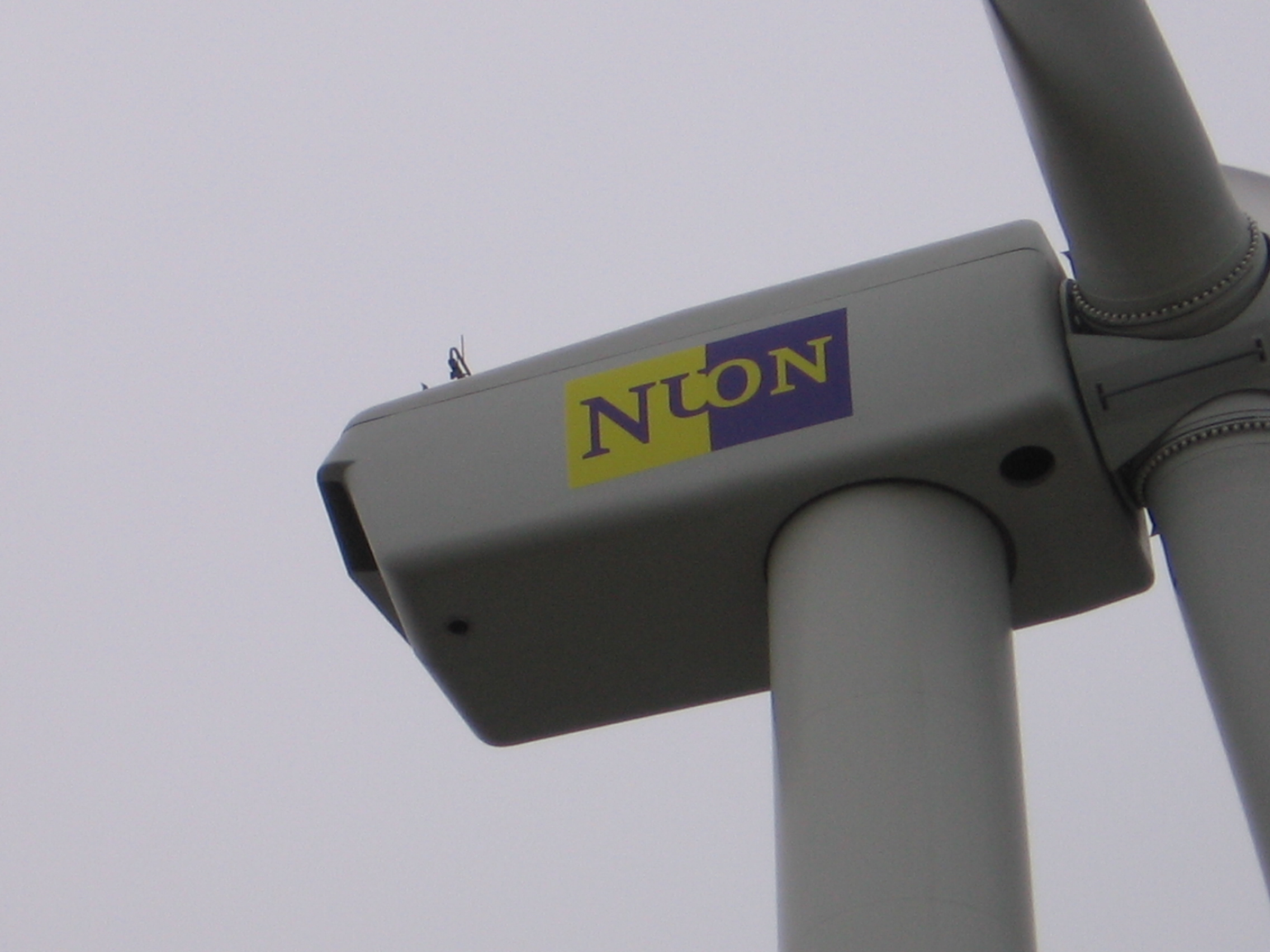
Nuon Maasvlakte

Entre 1995 y 1999, Nuon se formó de la fusión de varias compañías regionales más pequeñas que operaban en los Países Bajos. Su logotipo amarillo y morado y el diseño automovilístico le sirvieron para ganar clientela durante ese tiempo. El periodo entre 2000 y 2003 trajo una integración más completa entre las compañías, expansión a otros países, incluyendo Alemania, un acuerdo entre Nuon y Natuurmonumenten para apoyar la energía sostenible en los Países Bajos, y la participación en el 2001 en el World Solar Challenge. En 2004, la compañía también se introdujo en el mercado belga, mediante la adquisición de la compañía Reliant Energy Netherlands, que cesó de invertir en actividades que no estuvieran directamente relacionadas con la energía y puso un énfasis en la mejora de los procesos de producción de la energía.  En 2000, introdujo Nuon Renewables (ahora Vattenfall United Kingdom) en el Reino Unido.
En 2009, Vattenfall adquirió 49% participación en Nuon y aumentará su participación hasta 100% por 2014. Su filial Nuon Renewables estuvo separado y devenía una compañía independiente en el Vattefall Grupo. Su filial alemana Nuon Deutschland GmbH estuvo vendido a ENERVIE AG en 2010 y sus filiales belgas Nuon Belgium y Nuon Power Generation Walloon fueron vendidas a Eni por €157 millones en 2012.

## Operaciones
Nuon vende y comercializa electricidad, gas y servicios adicionales. La compañía opera en Países Bajos, Bélgica y Alemania y tiene más de 2,7 millones de clientes. Con 10,000 empleados en 2005  consiguió una facturación neta de €5.000 millones.

## Propiedad
64% de Nuon  las participaciones pertenece a Vattenfall. Otros accionistas importantes son las provincias  de Gelderland y Noord-Holanda, Ámsterdam y B.V. Houdstermaatschappij Halcón de Friesland. Los otros accionistas son alrededor 65 ciudades más pequeñas y la provincia de Flevoland.

## Intensidad de carbono
| Año  | Producción (TWh) | Emisión (Gt CO2) | CO2 de kg/MWh |
| ---- | ---------------- | ---------------- | ------------- |
| 2004 | 18               | 14.7             | 837           |
| 2005 | 19               | 15               | 799           |
| 2006 | 16               | 13.9             | 849           |
| 2007 | 14               | 11.7             | 851           |
| 2008 | 17               | 14.9             | 856           |